# Крева
Крева (рос. Крева) — присілок в Кімрському районі Тверської області Російської Федерації.
Населення становить 65 осіб. Входить до складу муніципального утворення Федоровське сільське поселення.

## Історія
Від 2005 року входить до складу муніципального утворення Федоровське сільське поселення.

## Населення
| 1790 | 1887 | 1996 | 2010 |
| ---- | ---- | ---- | ---- |
| 80   | ↗452 | ↘109 | ↘65  |